# Protestas estudiantiles en la República de China de 2014
Las Protestas estudiantiles de 2014, denominado como Movimiento Girasol (太陽花學運) (Sunflower Movement en inglés) fue una protesta estudiantil realizada en la República de China (Taiwán) del 18 de marzo al 10 de abril de 2014. El 18 de marzo entre 200 y 300 personas ocuparon la sede de la asamblea legislativa (Yuan Legislativo) y el 23 de marzo la sede del ejecutivo (Yuan Ejecutivo) para denunciar la aprobación, sin un verdadero debate, del acuerdo de libre comercio (que afectaba a los servicios) entre la isla y China Continental.

## Antecedentes
Las protestas ocurren después de la reunión de los representantes de ambos países, la primera en 65 años, llevada a cabo el 11 de febrero, en la que se lograron varios acuerdos de cooperación.
Taiwán se considera independiente del gobierno central de Beijing desde 1949 cuando el partido Kuomingtan huyó de China con el ascenso del líder comunista Mao Zedong. Sin embargo, Beijing considera que el territorio sigue perteneciendo a la República Popular China.

## Desarrollo
El 18 de marzo de 2014 un grupo de unos doscientos estudiantes ocuparon y paralizaron el Parlamento taiwanés, Yuan Legislativo, en protesta por el intento de utilizar la mayoría absoluta del gobierno para aprobar un pacto de comercio en servicios con la República Popular China denunciado también por la oposición que consideraba que el pacto era perjudicial para la isla y se negoció con escasa transparencia y sin la suficiente consulta con el Parlamento y grupos afectados. Esta es la primera vez en que un movimiento civil ocupa la legislatura en la historia de la República de China. Los manifestantes contaban con el apoyo del opositor Partido Democrático Progresista. Los representantes del movimiento estudiantil exigieron hablar con el presidente Ma Ying-jeou.
El 22 de marzo el primer ministro indicó que el Ejecutivo no tenía intención de abandonar el pacto comercial. En una conferencia de prensa el 23 de marzo, el presidente Ma reiteró su determinación a firmar el acuerdo asegurando que no actuaba a las órdenes de Pekín.
En respuesta a la rueda de prensa, un grupo de manifestantes dirigido por Dennis Wei asaltaron y ocuparon el Yuan Ejecutivo en torno a 19:30 hora local el 23 de marzo. Fueron desalojados horas después a las 5:00 a. m. del 24 de marzo. Durante las 10 horas que duró el desalojo actuaron cerca de 1.000 policías antidisturbios y otras fuerzas del orden a los que se acusó de recurrir a una fuerza excesiva, incluyendo cañones de agua y golpes de porra en la cabeza contra los manifestantes no violentos, mientras que los periodistas y médicos recibieron la orden de salir. Más de 150 personas resultaron heridas y 61 fueron detenidas. La Asociación de Periodistas de Taiwán acusó a la policía de la utilización de la violencia contra los medios de comunicación durante el proceso de desalojo y la violación de la libertad de prensa, citando más de 10 casos de agresiones a periodistas de medios de comunicación.
El 6 de abril el presidente de la Cámara, Wang Jin-pyng visitó a los estudiantes, los saludó y alentó a la protesta. En la rueda de prensa posterior afirmó que no habría discusión parlamentaria sobre el acuerdo sin la previa ley de supervisión, como pedían los estudiantes quienes anunciaron que dejarían el edificio.
El 10 de abril pusieron fin a la ocupación del Yuan Legislativo y se plantean trasladar el movimiento de protesta en todo el país. El día de su salida los estudiantes movilizaron a medio millón de personas que protagonizaron una manifestación por las principales arterias de la capital antes de converger en la sede legislativa. La protesta fue "un evento inusitado que sacudió la sociedad taiwanesa, desconcertó al Gobierno y desaceleró las negociaciones y el acercamiento a China, y fue posible por años de desarrollo de movimientos sociales", declaró sobre el movimiento el politólogo Michael Cole.

## Consecuencias políticas
Herederos de este movimiento, se fundaron en Taiwán dos formaciones políticas a favor de la democracia participativa y en contra de la colusión entre los intereses de las grandes empresas y el gobierno: el Partido Nuevo Poder y el Partido Democrático Social.
El opositor Partido Democrático Progresista (PDP), defensor de la independencia formal de Taiwán, también sufrió el impacto de este movimiento, al que apoyaron sus dirigentes y que contó con la simpatía de muchos de sus miembros.
La movilización política de estudiantes y grupos sociales también "se considera causa de la estrepitosa derrota del gobernante Partido Kuomintang (KMT) en las elecciones locales de noviembre de 2014".
En enero de 2016 la candidata del Partido Democrático Progresista (PDP), Tsai Ing-wen, ganó las elecciones y se convirtió en la primera mujer presidenta de Taiwán. Tsai obtuvo cerca del doble de los votos de su inmediato perseguidor, Eric Chu, del conservador y prochino Kuomintang (KMT).
En agosto de 2016 Audrey Tang programadora de softaware libre y "hacker cívica" que participó en la protesta de 2014 del Movimiento Girasol fue nombrada Ministra Digital sin cartera, convirtiéndose en la primera persona transgénero en formar parte del gobierno.